# Nikon D4
Nikon D4 – 16,2-megapikselowa profesjonalna pełnoklatkowa (35mm) lustrzanka cyfrowa zaprezentowana przez firmę Nikon 6 stycznia 2012. Jest następcą modelu Nikon D3S. W modelu D4 wprowadzono ulepszenia  względem poprzednika, m.in. zastosowano 16,2-megapikselową matrycę, poprawiony autofocus z czujnikami pomiarowymi i zaoferowano możliwość fotografowania przy zwiększonej do 204 800 czułości ISO. Aparat został wprowadzony na rynek w lutym 2012 przy rekomendowanej cenie 5999,95 USD. Zastosowano w nim nowe karty pamięci XQD.
Nikon D4 jest przeznaczony dla fotografów sportowych i fotoreporterów. Przy prędkości zdjęć seryjnych 10 klatek na sekundę, 20-sekundowa seria wykonuje 200 fotografii pełnej rozdzielczości z pełnym opomiarowaniem i autofocusem dla każdej klatki. Jeśli ekspozycja i ostrość są zablokowane, prędkość zdjęć seryjnych może zostać zwiększona do 11 klatek na sekundę. 

## Funkcje
- 16,4 mln efektywnych pikseli; pełnoklatkowa (36 mm × 24 mm) matryca światłoczuła z czułościami ISO 100–12800 (ISO 50–204800 Boost)[1]
- procesor foto/wideo Nikon Expeed 3[1]
- 91,000-pikselowy czujnik pomiarowy RGB z Advanced Scene Recognition System[1]
- czujnik autofocusu Advanced Multi-CAM3500FX (51-polowy, 15 czujników krzyżowych)[1]
- czas uruchomienia 0,12 s i opóźnienie migawki 0,042 s[1]
- funkcja czyszczenia matrycy z wzorcem do usuwania kurzu[1][2]
- 10 klatek na sekundę w trybie zdjęć seryjnych FX (11 klatek na sekundę przy wyłączonej automatycznej ekspozycji i autofocusie)[1]
- bufor do 100 plików RAW lub do 200 plików JPEG w jednej serii[1]
- wbudowane tryby HDR i time lapse
- wbudowany 10/100 base-T port Ethernet do transferu danych i fotografowania przez tethering[1]
- tryb nagrywania wideo 1080p Full HD przy 24 kl./s ogólnoświatowo (25 lub 30 w zależności od regionu), 720p przy 25/50 or 30/60 kl./s, wyjście HDMI ze wsparciem wyjścia clean HDMI, stereofoniczne wyjście słuchawkowe, i stereofoniczne wejście mikrofonowe (3,5 mm) z manualną kontrolą poziomu dźwięku[1]
- Kevlar/węglowe włókno kompozytowe migawki z żywotnością 400 000 uruchomień
- funkcja podglądu na żywo z jedną fazą wykrywania lub ulepszony kontrast wykrywania autofokusu[1]
- wirtualne wskaźniki poziomu w trybie Live View, dostępne także podczas rejestrowania wideo
- Active D-Lighting z 6 ustawieniami i bracketingiem (reguluje mierzenie i krzywą D-Lighting)[1]
- dwa gniazda kart pamięci, jedno dla CompactFlash UDMA i jedno dla XQD[1]
- interfejs GPS dla bezpośredniego tagowania współrzędnych geograficznych przez adapter Nikon GP-1[1]

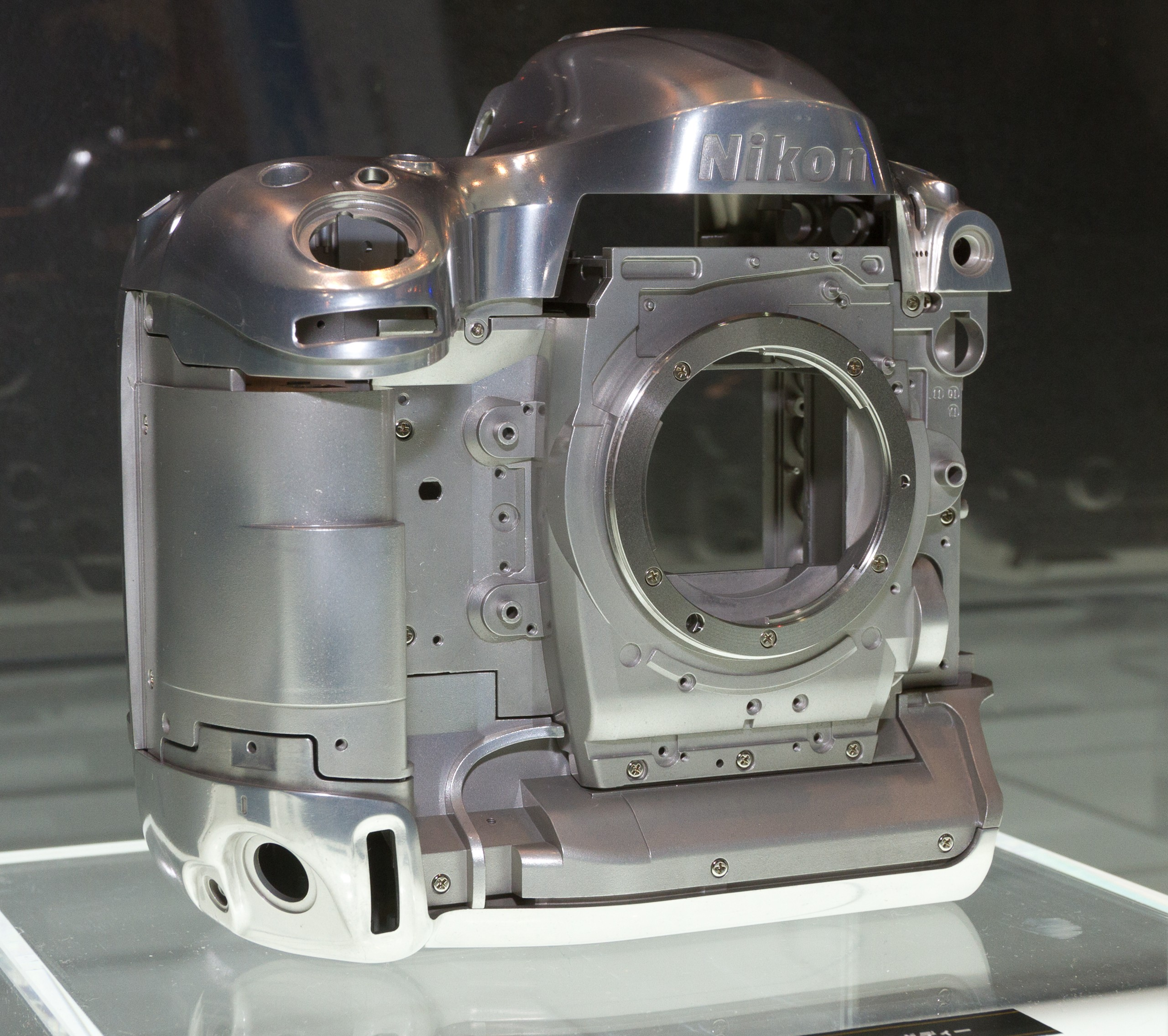
Rama Nikona D4 wykonana ze stopu magnezu
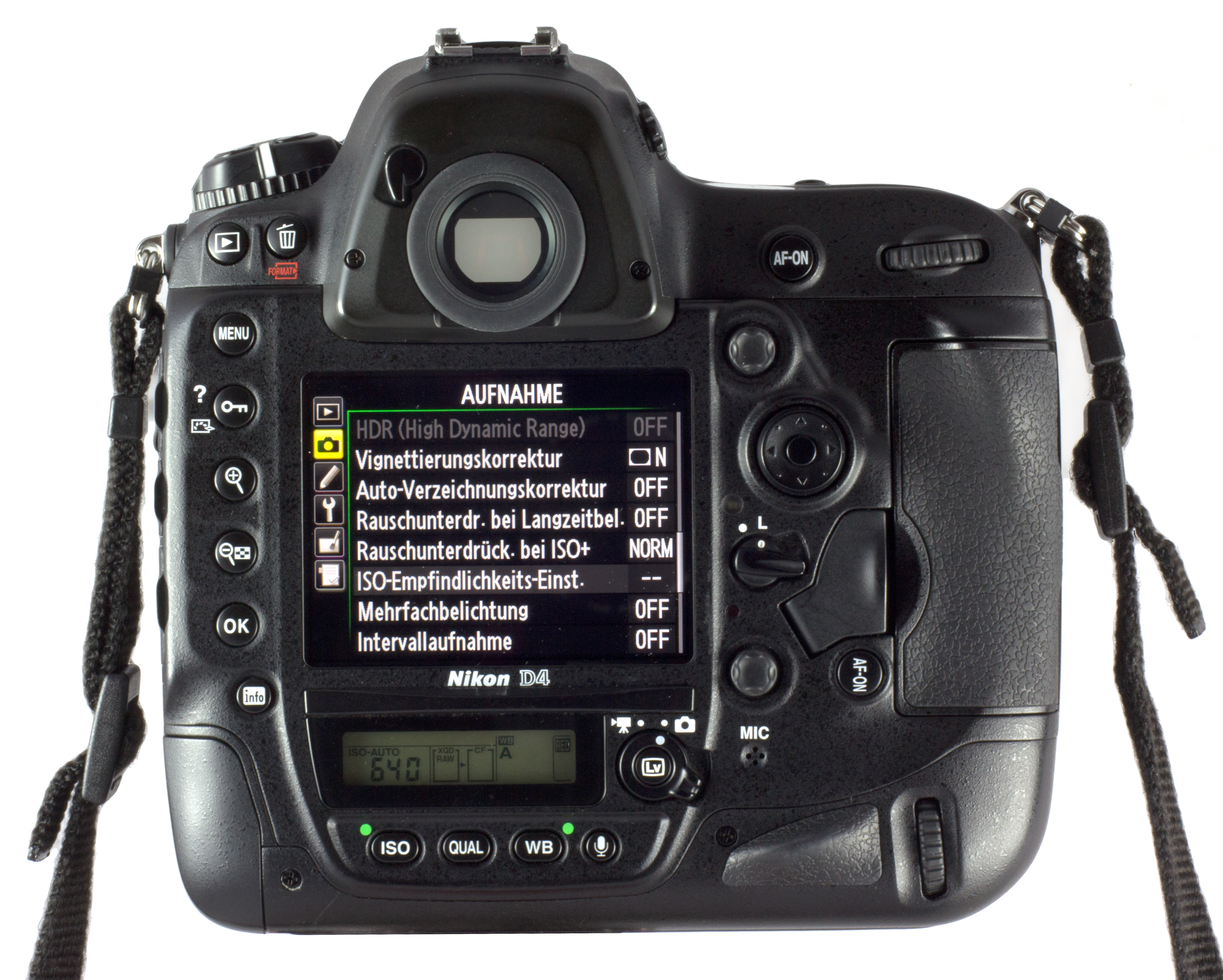
Tylna strona D4
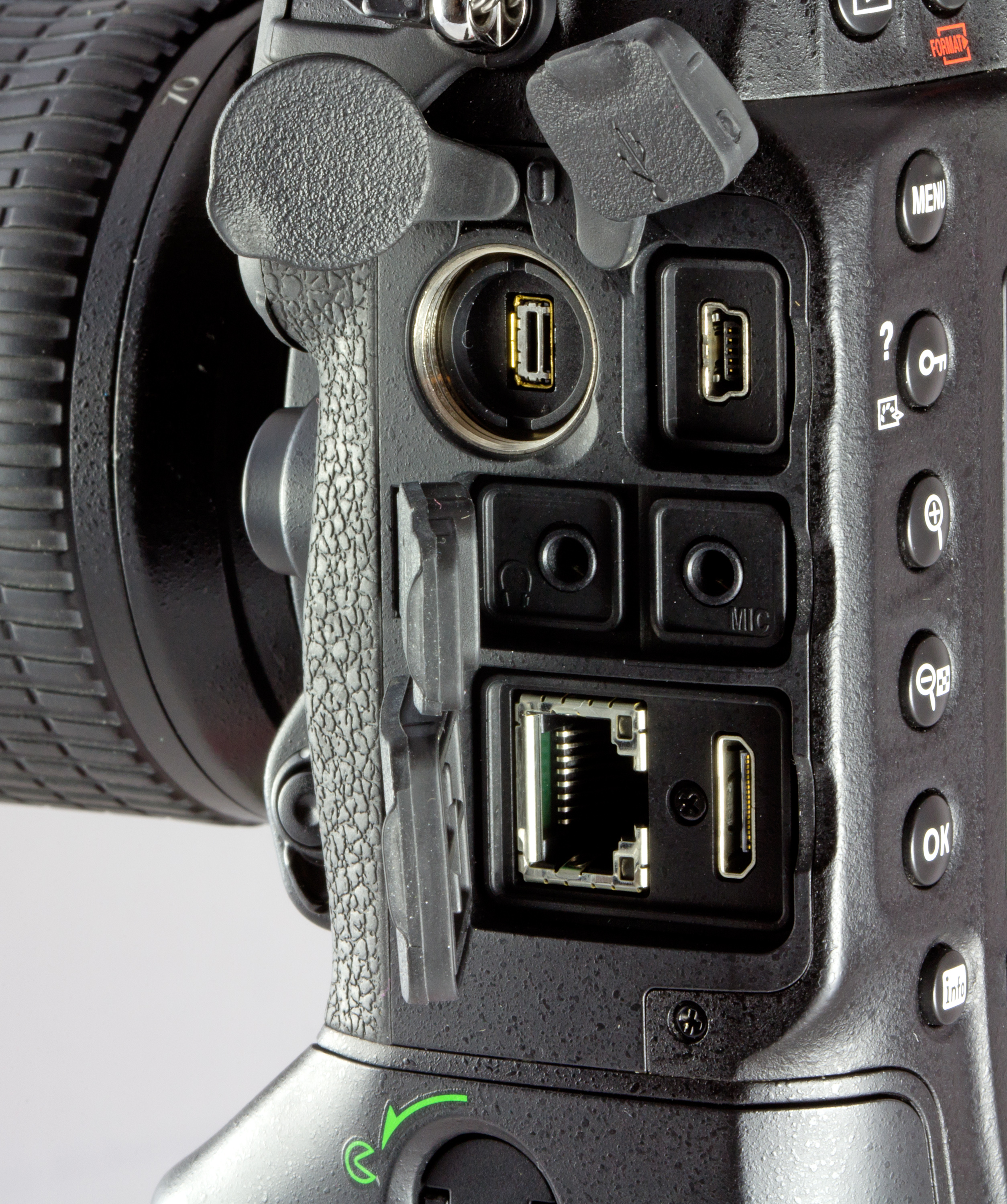
Złącza i gniazda D4
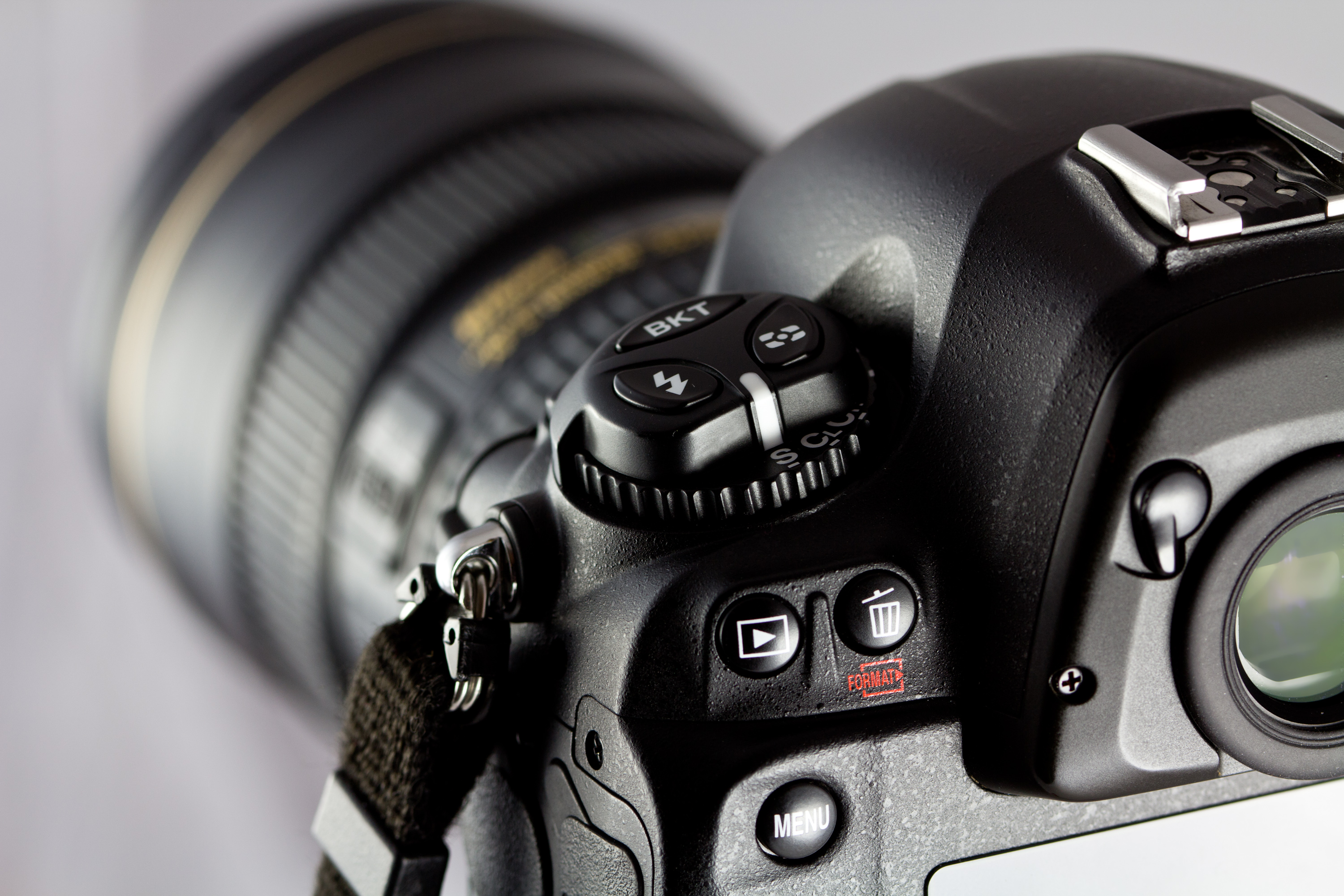
Widok od góry – pokrętła i przyciski funkcyjne

## Odbiór
D4 uzyskał czwarte miejsce w ocenie matryc DXOmark, został pobity tylko przez dwie wersje Nikona D800 i średnioformatowy 80-megapikselowy aparat (Phase One IQ180).